# Abuite
L'abuite è un minerale, fosfato di calcio ed alluminio, affine alla galliskiite.
Il nome è in onore della città giapponese di Abu, nella Prefettura di Yamaguchi, località di rinvenimento degli esemplari.
Il minerale è approvato dall'IMA con la sigla 2014-084

## Pubblicazioni
- CNMNC Newsletter, 23 (2015) - Mineralogical Magazine, n.79, pag.51[2]